# Polyphylie
 (février 2013).
Si vous disposez d'ouvrages ou d'articles de référence ou si vous connaissez des sites web de qualité traitant du thème abordé ici, merci de compléter l'article en donnant les références utiles à sa vérifiabilité et en les liant à la section « Notes et références ».

Le groupe des « animaux à sang chaud » est polyphylétique.

Un groupe polyphylétique est un assemblage d'organismes excluant leur ancêtre commun le plus récent.

## Signification biologique
Un tel groupe est le plus souvent défini par une ressemblance qui n'a pas été héritée d'un ancêtre commun. Ce terme désigne donc des groupes qui n'ont aucune pertinence pour retracer les liens de parenté et donc l'évolution.
Il peut s'agir d'un terme du langage courant désignant un ensemble d'espèces présentant des caractères communs, mais regroupant de ce fait des clades d'origines variées ; un tel taxon peut également découler d'une notion scientifique invalidée par l'analyse phylogénétique voire par la systématique classique.
La formation de tels groupes permet donc davantage de décrire un mode de vie et des adaptations communes, résultant par exemple d'une convergence évolutive, et non de définir une parenté évolutive.

## Propriétés mathématiques
En théorie des graphes, le « degré de polyphylie » d'un groupe est le nombre minimum d'éléments d'une partition de ce groupe qui ne serait composée que de groupes monophylétiques (c'est-à-dire holophylétiques ou paraphylétiques). Un groupe monophylétique a donc un degré de polyphylie de un.

## Exemples
Exemples de groupes polyphylétiques :
- les pachydermes ;
- les vautours ;
- les algues ;
- les pyroles ;
- les mammifères marins ;
- les ongulés ;
- les feuillus ;
- les protistes ;

Les poissons ou les reptiles sont quant à eux considérés comme paraphylétiques et sont donc des groupes potentiellement valides dans certaines classifications évolutionnistes.